# Resolutie 181 van de Algemene Vergadering van de Verenigde Naties
Resolutie 181 van de Algemene Vergadering van de Verenigde Naties van 29 november 1947, beter bekend als Resolutie 181 of het VN-verdelingsplan  behandelde het toekomstig bestuur van het Mandaatgebied Palestina. Hierbij werd aan Groot-Brittannië als de uitvoerder van het Mandaat en aan alle lidstaten van de VN de aanbeveling gedaan dat, na beëindiging van het Britse mandaat over Palestina, dit land verdeeld zou worden in een onafhankelijke Joodse en een onafhankelijke Arabische staat, volgens het opgestelde Verdelingsplan. Beide staten zouden een economische unie vormen. Israël verwees bij de uitroeping van de Joodse staat in zijn onafhankelijkheidsverklaring op 14 mei 1948 naar deze resolutie.

## Inhoud van het Verdelingsplan
Het verdelingsplan heette officieel "Plan of Partition with Economic Union", vertaald "Plan voor een verdeling met Economische Unie". Het bestond uit drie delen:

### Deel I
In deel I werd onder meer gesteld dat:
- het Brits mandaat zo spoedig mogelijk beëindigd moet worden en het Britse leger Palestina uiterlijk 1 augustus 1948 verlaten moet hebben;
- er uiterlijk 1 oktober 1948 een onafhankelijke Joodse en een onafhankelijke Arabische staat moeten zijn, en de stad Jeruzalem/al-Quds met de directe omgeving een corpus separatum wordt onder Bijzonder Internationaal Bestuur van de V.N., met grenzen volgens het Verdelingsplan; waarbij dorpen niet gesplitst mogen worden, tenzij dringende redenen dat noodzakelijk maken;
- er in de beide staten, uiterlijk twee maanden na de terugtrekking van het Britse leger, democratische verkiezingen gehouden moeten worden en dat de inwoners van Jeruzalem/al-Quds kunnen kiezen om te stemmen in respectievelijk de Joodse of de Arabische staat;
- vrouwen kunnen stemmen en gekozen kunnen worden;
- men het burgerschap krijgt van de staat waarin men woont en daar alle burgerlijke en politieke rechten geniet, inclusief echtgenoot en minderjarige kinderen;
- de staat gebonden is aan internationale conventies;
- de staten zich ertoe verplichten zich verre te houden van dreiging of geweld tegen de territoriale integriteit of politieke onafhankelijkheid van enige staat of van wat in strijd is met de doelen van de Verenigde Naties (conform Artikel 39 en 41 van het Handvest van de Verenigde Naties);
- de staten voor alle personen gelijke rechten moeten waarborgen en zonder discriminatie minderheden moeten respecteren, ten aanzien van burgerlijke, politieke, economische en religieuze zaken, en het genot van mensenrechten en fundamentele vrijheid van religie, taal, spreken en publiceren, onderwijs, vergadering en vereniging;
- de staten vrijheid van vervoer en bezoek moeten beschermen en veiligheid voor alle inwoners en burgers van de andere staat en van de stad Jeruzalem/ al-Quds die binnen ieders grenzen zijn;
- heilige plaatsen vrij toegankelijk moeten zijn, rekening houdend met bestaande rechten en godsdienstoefeningen respecterend; en dat ze onderhouden moeten worden;
- grond in het bezit van een Arabier in de Joodse staat en grond in het bezit van een Jood in de Arabische staat niet onteigend mag worden tenzij voor openbare doeleinden, in welk geval er schadevergoeding betaald zal moeten worden;
- er een commissie ingesteld moet worden voor samenwerking op economisch gebied, en toezicht op het voldoen van financiële verplichtingen; en dat gezamenlijke plannen alleen met instemming van beide staten uitgevoerd mogen worden, en met Jeruzalem als dat er direct bij betrokken is.

De uitvoering en alles wat ermee te maken had moest voor een periode van 10 jaar van kracht blijven en zou voortduren tot een aankondiging om te stoppen door welke partij dan ook werd gegeven; wat dan twee jaar later in kon gaan. Gedurende de tien jaar mocht er niets veranderd worden dan alleen met toestemming van beide partijen en goedkeuring van de Algemene Vergadering.
Wanneer de onafhankelijkheid van ofwel de Arabische dan wel de Joodse staat ten uitvoer zou zijn gebracht zoals in dit plan werd beschreven, en de resolutie en uitvoering ervan zoals in dit plan werd beschreven door wie dan ook van hen ondertekend zou zijn, dan zou welwillend zijn inschrijving in overweging genomen moeten worden voor toelating tot zijn lidmaatschap in de Verenigde Naties in overeenstemming met Artikel 4 van het Handvest van de Verenigde Naties.
Elk geschil dat gerelateerd was aan de toepassing of interpretatie van de resolutie moest op verzoek van welk van beide partijen dan ook, voorgelegd worden aan het Internationaal Hof van Justitie, tenzij de partijen zouden besluiten tot een andere manier om tot overeenkomst te komen.

### Grenzen
Deel II van de resolutie beschreef de grenzen van zowel de Arabische als de Joodse staat die uiterlijk 1 oktober 1948 gevormd moesten zijn.
Palestina werd in acht delen verdeeld, waarvan drie toebedeeld waren aan de Arabische Staat en drie aan de Joodse Staat. Het zevende deel betrof de stad Jaffa. Dat moest een Arabische enclave worden in Joods gebied.
Het achtste deel ging over Jeruzalem, dat internationale bestuurd zou worden door het United Nations Trusteeship Council.

### Jeruzalem
Deel III beschreef het bestuur, de grenzen en het statuut van de stad Jeruzalem/ al-Quds. Het statuut voor Jeruzalem mocht niet later dan 1 oktober 1948 van kracht worden en zou nog 10 jaar van kracht blijven. Na afloop van deze periode moest er een evaluatie plaatsvinden door de Raad van Bestuur over het functioneren ervan. De inwoners van de stad moesten dan de vrijheid hebben om in een referendum  hun wensen te kennen te geven voor een eventuele wijziging van het bestuur van de stad.
De Algemene Vergadering stelde een Commissie in die de aanbevelingen van de Algemene Vergadering, onder leiding en volgens de maatregelen van de Veiligheidsraad van de Verenigde Naties, moest helpen uitvoeren samen met de mandataris, het Verenigd Koninkrijk. Deze Commissie moest geleidelijk de verantwoordelijkheid overnemen in de gebieden waar de Britse strijdkrachten zich terugtrokken.

## Reacties van de betrokken partijen
Dit plan, dat de vorming van een Joodse staat inhield, werd omhelsd door het Jewish Agency for Palestine. Alle Arabische leiders verzetten zich heftig tegen het plan, aangezien het volgens hen de principes uit het Handvest van de Verenigde Naties ten aanzien van zelfbeschikkingsrecht schond. Ook verklaarden zij dat ze zich zouden verzetten tegen elk ontwerp dat zou leiden tot opsplitsing, segregatie of deling van Palestina, of dat bijzondere voorkeursrechten en status zou geven aan een minderheid.
Daar kwam bij dat de Arabische staat Jeruzalem niet als hoofdstad zou krijgen, een van de drie heilige steden van de Islam. Jeruzalem moest volgens dit plan onder internationaal bestuur komen. Ook de havenstad Haifa met de olieraffinaderijen zou voor de Arabische staat verloren zijn, evenals een eindpunt van de belangrijke oliepijpleiding uit Irak. Het havenstadje Jaffa zou weliswaar Arabisch blijven, maar ingesloten worden door Joods gebied. Ook zou de Arabische staat geen verbinding hebben met de Rode Zee. Ook werd de gebiedsverdeling als onrechtvaardig beschouwd: de Arabische bevolkingsgroep, nog steeds de meerderheid, zou minder grondgebied worden toebedeeld dan de Joodse.
Het kwam tot ongeregeldheden en geweld tussen Joodse en lokale Arabische milities. De Hagana onder leiding van Israel Galilli was hierop voorbereid en had in het noorden en zuiden van Palestina troepen samengetrokken. Dit alles was voor de VN en VS reden genoeg tot ernstige twijfel over de wenselijkheid en de haalbaarheid van dit verdelingsplan. Maar voor wijzigingen daarvan was het nu te laat. Einde 1947 waren al Arabieren uit hun dorpen verdreven. Joden en Arabieren hadden al de dood gevonden. In de Arabische wereld hadden politici al politieke stellingen betrokken en oorlogsretoriek gebezigd.
Na de terugtrekking van de laatste Britten op 15 mei 1948 kwam het tot de Arabisch-Israëlische Oorlog van 1948, waarin
- Israël, naast het territorium dat in het Verdelingsplan van de VN was toegewezen aan de Joodse staat, ook nog 50% veroverde van het gebied dat was toegewezen aan de Arabische staat; en ook West-Jeruzalem.
- Jordanië de westelijke oever van de Jordaan in Palestina bezette, waaronder Oost-Jeruzalem met de Oude stad. In feite gebied toegewezen aan de te vormen Palestijns-Arabische staat én een deel van het Corpus Separatum Jeruzalem/Al Quds.
- Egypte de Gazastrook veroverde.